# Vauvert
Vauvert – miejscowość i gmina we Francji, w regionie Oksytania, w departamencie Gard.
Według danych na rok 1990 gminę zamieszkiwało 10 296 osób, a gęstość zaludnienia wynosiła 94 osoby/km² (wśród 1545 gmin Langwedocji-Roussillon Vauvert plasuje się na 20. miejscu pod względem liczby ludności, natomiast pod względem powierzchni na miejscu 5.).